# Elena Osipova
Elena Osipova (russo:  Елена Александровна Осипова; IPA: [ɪ̯ɪˈlʲenə ˈosʲɪpəvə]; Petropavlovsk-Kamchatsky, 22 de maio de 1993) é uma arqueira profissional russa, medalhista olímpica.

## Carreira
Gomboeva foi vice-campeã na prova individual do tiro com arco e em equipes feminina nos Jogos Olímpicos de Verão de 2020 em Tóquio ao lado de Svetlana Gomboeva e Ksenia Perova, conquistando duas medalha de prata como representante do Comitê Olímpico Russo.